# Lohmannia jornoti
Lohmannia jornoti är en kvalsterart som beskrevs av Sandór Mahunka 1985. Lohmannia jornoti ingår i släktet Lohmannia och familjen Lohmanniidae. Inga underarter finns listade i Catalogue of Life.